# Nathan Lee Graham
Nathan Lee Graham, född 9 september 1968 i St. Louis, Missouri, är en amerikansk skådespelare.
Graham har bland annat medverkat i filmerna Sweet Home Alabama från 2002, Zoolander 2 från 2016 och Theater Camp från 2023.

## Filmografi (i urval)
- 2002 – Sweet Home Alabama
- 2005 – Hitch – Din guide till en lyckad date
- 2016 – Zoolander 2
- 2023 – Theater Camp